# Cesi Cordus
Cesi Cordus (llatí: Caesius Cordus) va ser governador de Creta, amb títol de procònsol, durant el regnat de Tiberi. Va ser acusat per Ancari Prisc d'extorsió a la seva província, acusació que va tenir el suport dels habitants de Cirene, que estaven inclosos a la província de Creta. Corde va ser castigat amb la pena de repetundae (restitució).